# 妨害兴奋剂管理罪
妨害兴奋剂管理罪，是《中华人民共和国刑法修正案（十一）》增加的的一项罪名。该罪名针对组织、强迫运动员使用兴奋剂（运动禁药），以及引诱、教唆、欺骗运动员使用兴奋剂等情形。

## 内容
《中华人民共和国刑法》第三百五十五条之一规定：
|  | 引诱、教唆、欺骗运动员使用兴奋剂参加国内、国际重大体育竞赛，或者明知运动员参加上述竞赛而向其提供兴奋剂，情节严重的，处三年以下有期徒刑或者拘役，并处罚金。 组织、强迫运动员使用兴奋剂参加国内、国际重大体育竞赛的，依照前款的规定从重处罚。 |

该罪名并非针对使用兴奋剂的运动员，而只是将组织、强迫运动员使用兴奋剂，以及引诱、教唆、欺骗运动员使用兴奋剂参加国内、国际重大体育竞赛，或者向其提供兴奋剂等严重情形规定为犯罪。

## 案例
- 杨某、刘某妨害兴奋剂管理一案：2021年3月至4月间，吉林体育学院教学科研人员杨某单独或者伙同内蒙古体育职业学院教练员刘某，为牟取利益、快速提高运动员成绩，以“科研训练”为名，欺骗将要参加国内重大体育竞赛的运动员进行“血液回输”，篡改血液和血液成分，并从中牟利。经反兴奋剂中心认定，通过“血液回输”篡改血液和血液成分，属于使用禁用方法，构成兴奋剂违规，并严重损害运动员身心健康。2025年1月，内蒙古自治区呼和浩特市中级人民法院作出一审判决，杨某、刘某各获刑一年九个月、一年三个月，并各处罚金人民币30万元、15万元。该案也成为中国大陆“妨害兴奋剂管理罪”施行以来的第一案。[2]